# Ursula Rechtenbacher
Ursula Helene Rechtenbacher (* 24. Februar 1934 in Esslingen; † 4. März 2024 in Erlangen) war eine deutsche Kommunalpolitikerin (SPD). Sie war zwischen 1980 und 1990 zweite Bürgermeisterin der Stadt Erlangen.

## Leben
Ursula Rechtenbacher wurde 1934 als ältestes von drei Kindern des Kaufmanns Karl-Martin Biedenbach und seiner Frau Emma-Katharina in Esslingen geboren. Sie erlangte 1949 einen Abschluss an einer Handelsschule und arbeitete im Anschluss als Kontoristin. 1951 heiratete sie Rolf Rechtenbacher, wurde zweifache Mutter und folgte ihrem Ehemann vier Jahre später nach Erlangen.
Politisch engagierte sich Rechtenbacher ab 1969 zuerst in der Wählerinitiative für Willy Brandt und trat zwei Jahre darauf in die SPD ein. Nach der erfolgreichen Bundestagswahl 1972 arbeitete sie für den Abgeordneten Dieter Haack. Im selben Jahr wurde Rechtenbacher erstmals in den Erlanger Stadtrat gewählt, dem sie bis 1990 angehörte. Maßgeblich war sie an der Gründung des ersten bayerischen Seniorenbeirats beteiligt, dem sie bis 1996 vorstand. Nach dem überraschenden Tod des Bürgermeisters Friedrich Sponsel 1980 übernahm sie dessen Posten. In dieser Funktion stand Rechtenbacher einigen Ausschüssen vor und arbeitete dort vor allem in den Bereichen der Kultur-, Freizeit- und Sozialpolitik. Auch an der Gestaltung der Erlanger Städtepartnerschaften, besonders mit Rennes, Eskilstuna und Jena, wirkte sie mit.
Bei der Kommunalwahl 1990 trat Rechtenbacher nicht mehr an, gehörte jedoch ab 1993 dem Bayerischen Landesseniorenrat an.
Ursula Rechtenbacher starb im Alter von 90 Jahren am 4. März 2024 in Erlangen.

## Ehrungen
- Kommunale Verdienstmedaille (1990)
- Bundesverdienstkreuz (1994)
- Goldener Ehrenring der Stadt Erlangen (1999)[3]
- August-Bebel-Uhr der SPD Erlangen (2008)[2]